# Hořany
Hořany (en allemand : Horschan) est une commune du district de Nymburk, dans la région de Bohême-Centrale, en République tchèque. Sa population s'élevait à 165 habitants en 2020.

## Géographie
Hořany se trouve à 6 km au sud-ouest de Sadská, à 36 km au sud-sud-est de Nymburk et à 37 km à l'est de Prague.
La commune est limitée par Poříčany à l'ouest et au nord-ouest, par Milčice au nord-est, par Tatce à l'est, par Klučov au sud-est et au sud.

## Histoire
La première mention écrite de la localité date de 1282.